# Michelbach (Marburg)

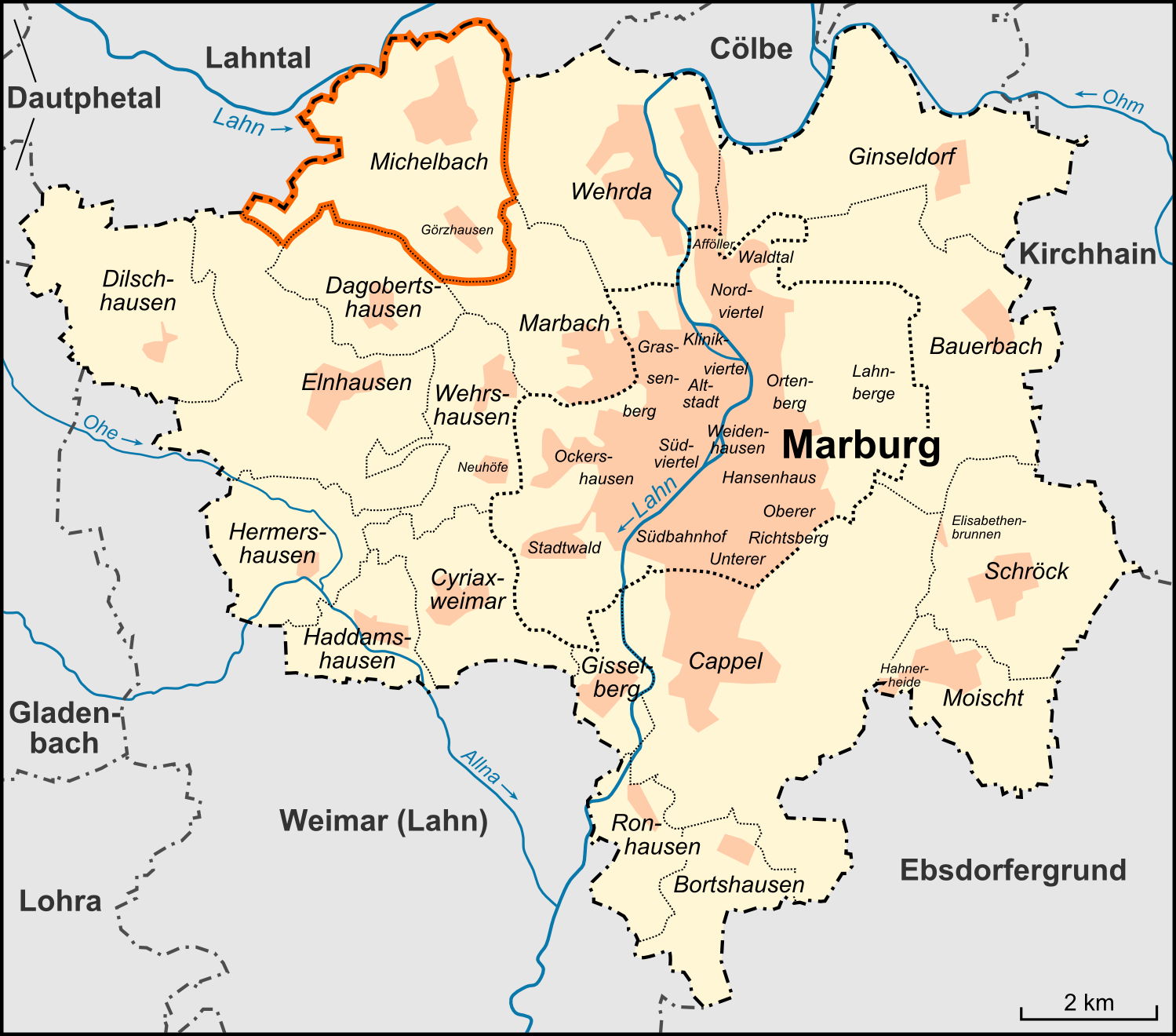
Michelbach elhelyezkedése Marburg város területén

Michelbach (IPA: [ˈmɪçl̩bax]ⓘ) a hesseni Marburg városrésze, a közép-hesseni Marburg-Biedenkopf járásban. A városmagtól légvonalban mintegy 5,5 km-re északnyugatra található.

## Történelem
Michelbach legrégebbi ismert írásos említése Michelbergere néven a fuldai császári apátság Eberhardi kódexében található, mely a 802-817-es időszakra datálható.
A korábban önálló település 1971. december 31-én a hesseni területi reform során Marbach településbe olvadt be. 1974. július 1-én a település egy állami törvény értelmében Marburg város része lett, így Marbach és a hozzá tartozó városrészek Marburg város részeivé váltak. A hesseni önkormányzati törvénykönyvvel összhangban minden ilyen körzetben helyi tanácskozótestülettel és helyi vezetővel rendelkező helyi körzetet hoztak létre.
Elsősorban a település területének keleti, majd északkeleti és déli irányú bővülésének köszönhetően a falu lakossága az 1960-as évek óta jelentősen megnőtt. Az új fejlesztési területtel, Michelbach-Norddal 2004-ben egy teljesen új kerület jött létre. Jelenleg a negyedik építési szakasz van folyamatban az új fejlesztési területen, amely az egyetemváros településközpontját jelenti a nyugati városrészek számára, mivel Marburg legnagyobb ipari területe a Görzhäuser Hofnál található.
2011. október 18-án Michelbach országos figyelmet kapott, amikor egy csuklyás rendőri különítmény megrohamozta két lakos otthonát, akik több mint 20 éve orosz kémek voltak.
Michelbach 2017. június 14-18. között fesztiválhéttel ünnepelte 1200 éves fennállását. Ebből az alkalomból 2017. április 30-án és augusztus 26-án két határbejárásra (Grenzgang) került sor.

## Népesség
A 2011-es népszámlálás szerint a településen 1887 lakosa volt a városrésznek, melyből 66 fő (3,5%) volt külföldi állampolgár.
1987-ben a lakosok 70,7%-a evangélikus, 16,5%-a katolikus volt.

## Politika
A michelbachi helyi tanács (Ortsbeirat) kilenc tagból áll. 2021-es hesseni önkormányzati választások szerint három helyet az SPD, kettőt a CDU, egyet az Unabhängige Liste Michelbach (UML) és hármat a Zöldek foglal el. A helyi tanács elnöke Peter Aab (SPD).
Michelbach helyi tanácsa havonta egyszer (általában a hónap első keddjén) a művelődési ház (Bürgerhaus) klubtermében nyilvános ülést tart.

## Látnivalók
- Szent Márton templom: Michelbach legfontosabb látnivalója az 1200 körül épült Szent Márton-templom.
- Faszerkezetes házak: A történelmi településközpontban található néhány műemléki védettség alatt álló régi faszerkezetes ház (Fachwerkhäuser)
- Hessenwiese: 1997-ben, egy városszéli réten alakították ki, ritka, veszélyeztetett, helyi hesseni gyümölcsfákkal ültetik be, amelyek szimbolikus mintaként Hessen tartomány körvonalát ábrázolják[24].

## Kultúra
A településen két labdarúgópálya található, az egyik műfüves, a másik hagyományos, mindkettőt a helyi egyesület, a TSV Michelbach üzemelteti. Ezek a pályák más sportesemények megrendezésére is alkalmasak. Ezen kívül működik még egy fitneszcsoport és egy teniszklub is itt, valamint néhány kulturális egyesület is. Itt a székhelye a fejlődő országokat segítő Terra Tech szervezetnek is.
A michelbachi önkéntes tűzoltóság az egyetlen marburgi tűzoltóság, amely részt vesz a kerületi teljesítményversenyeken, és ott viszonylag sikeres. 2011 elején alakult meg a „Tűzsárkányok” nevű gyermek tűzoltóság.
Michelbachban minden évben számos nyilvános rendezvényre kerül sor. Ezek közé tartozik az éves tavaszi nagytakarítás a városrészben, a hagyományos tojássütés (a pünkösd utáni kedden a tűzoltóságon), a színházi estek és a farsangi ünnepségek. A helyi kultúrházban (Kulturscheune) is rendszeresen tartanak rendezvényeket. A környékbeli településeken is ismert a nyáron megrendezett „Rock im Hof” és a „Beachparty” zenei rendezvény. A michelbachi templom terén novemberben megrendezésre kerülő Szent Márton vásár szintén évek óta fix dátum a falu naptárában. Ugyanez vonatkozik a michelbachi óvodai támogató egyesület által a művelődési házban megrendezett válogatott tavaszi és őszi bazárja is.
1956-ban itt forgatták a Der Bauer vom Brucknerhof című népies filmet, amelyben Kenneth Spencer amerikai énekes és színész játszotta Joshua Washington Stone amerikai katonát.

## Gazdaság és infrastruktúra

### Gazdaság
Michelbachhoz tartozik a közeli Görzhausen, ahol a Behringwerke egyik telephelye található. A terület a marburgi egészségipar központja, ahol több gyógyszergyár (GlaxoSmithKline, CSL Behring, BioNTech stb.) és más egészségügyi műszergyár (pl. Siemens Healthineers) megtalálható.

### Közlekedés
Marburg városrészeként Michelbach a 14-es helyi buszjárattal (Hauptbahnhof–Michelbach–Sterzhausen) általában óránként, csúcsidőben félóránként érhető el, ezzel kiemelkedik a többi marburgi településrész közül. Ezen kívül a 15-ös buszvonal iskolabuszként is közlekedik.
A szomszédos, két kilométerre található Sterzhausen faluban egy vasútállomás is található.

### Telekommunikáció
Michelbachot a Deutsche Telekom, a Vodafone  és a Telefónica O2 hálózata szolgálja ki.
2015 óta a Stadtwerke Marburg egész Michelbachot a legmodernebb optikai szálakkal látja el. Jelenleg akár 500 MBit/s is lehetséges (ez a német vidéki viszonylatban kiemelkedő). Michelbach 2012 óta a Deutsche Telekom (100 MBit-ig) és a Vodafone (50 MBit-ig) szolgáltató LTE lefedettségi területén van.

### Alapszolgáltatás
Michelbachban van egy szálloda, egy falusi bolt postával (tegut-Lädchen für alles), egy fodrászat, egy cipész, egy autósiskola, egy fogorvos és egy orvosi rendelő. Más vállalkozások és szolgáltatók, valamint alternatív gyógyítók is találhatók itt.
A faluban egy általános iskola és két óvoda is működik.

### Sport és szabadidő
Egy műfüves és egy természetes füves labdarúgópálya, egy 3 pályás teniszpálya, három játszótér, egy mezei labdapálya, egy strandröplabdapálya, egy BMX-kerékpárpálya és egy ifjúsági klub található a településen, így tartalmas szabadidős tevékenységek állnak a lakosok rendelkezésre.

## Galéria

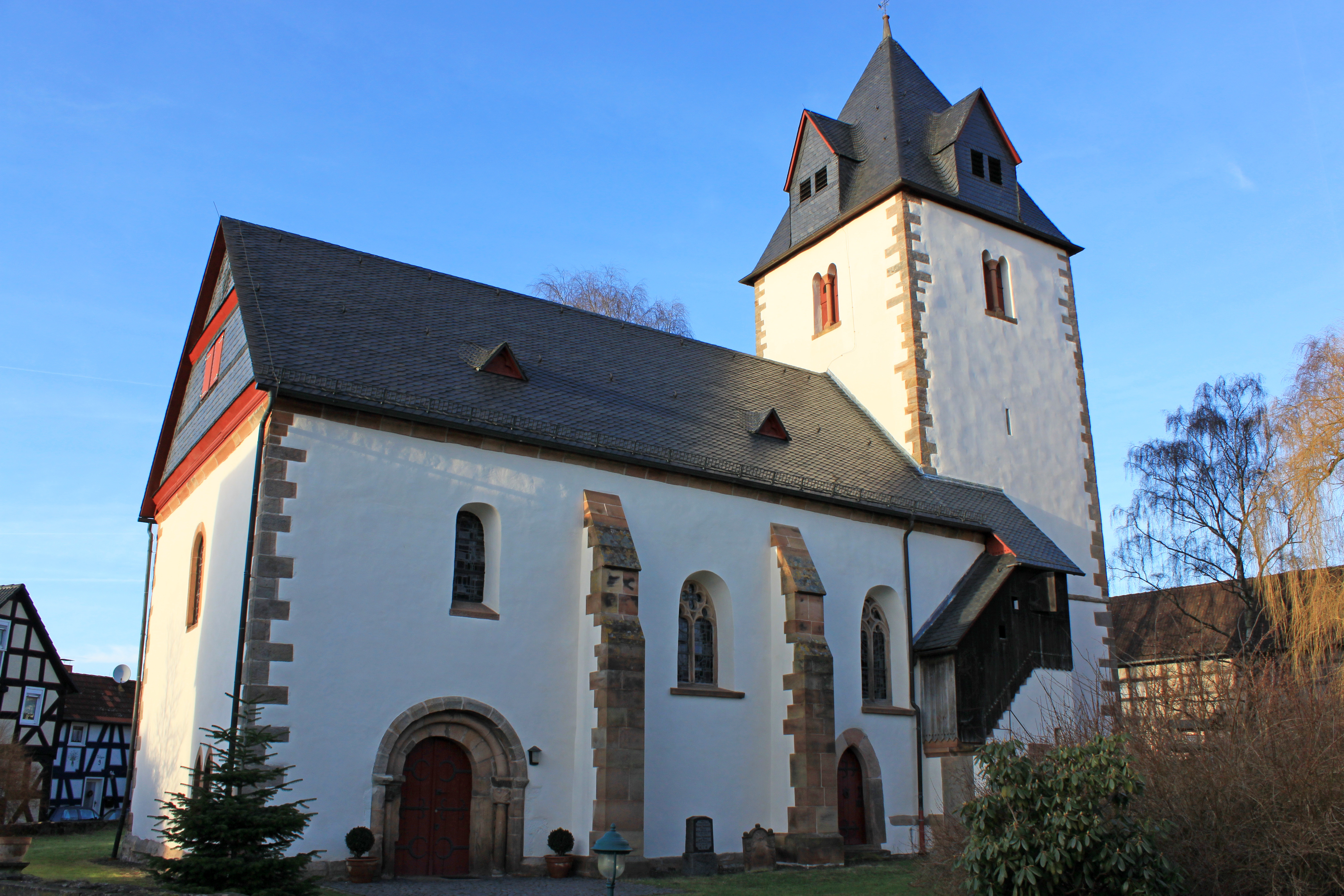
A Szent Márton templom
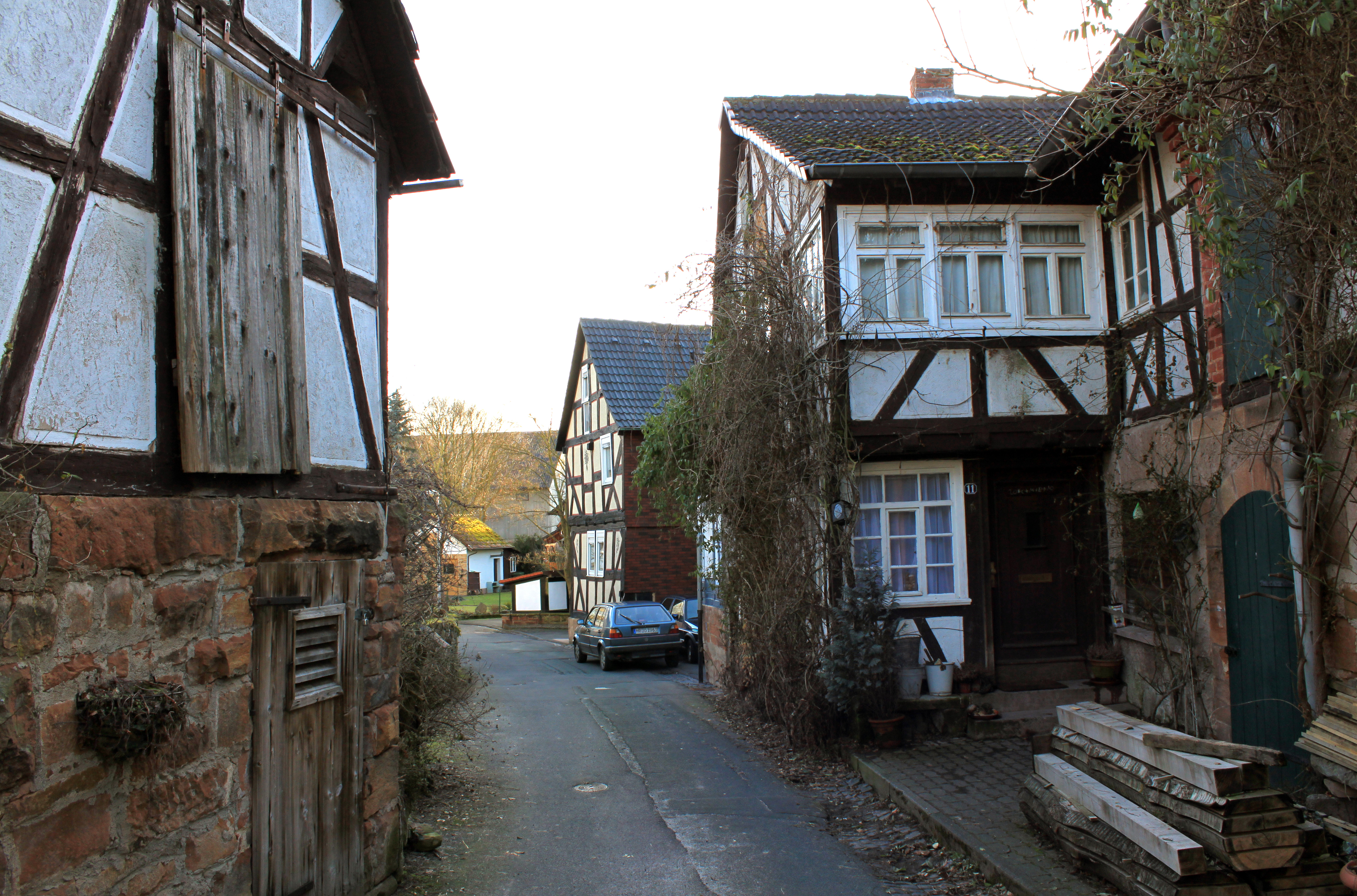
Faszerkezetes házak Michelbachban (Kirchgasse)
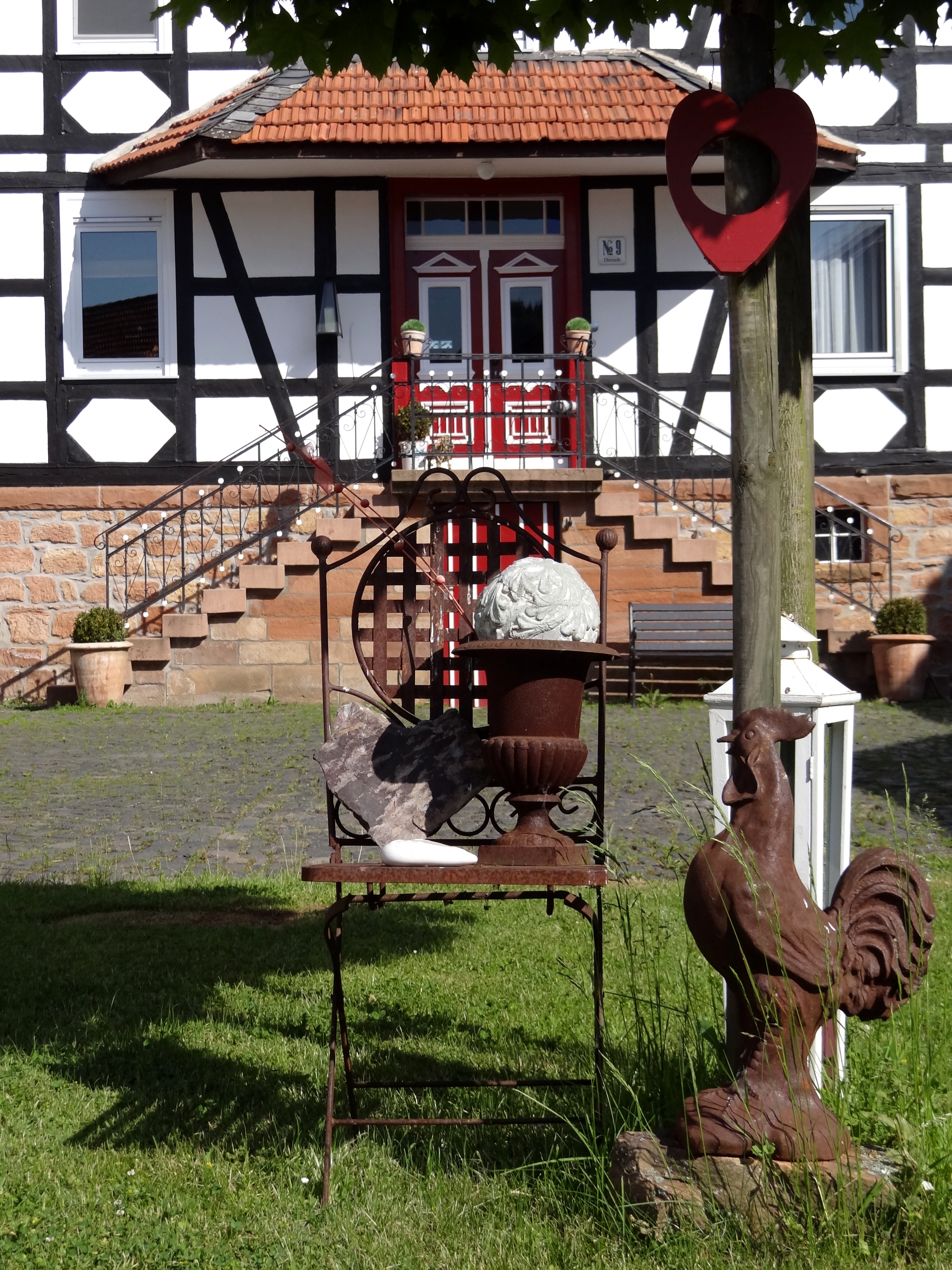
Kerti idill egy faszerkezetes ház előtt
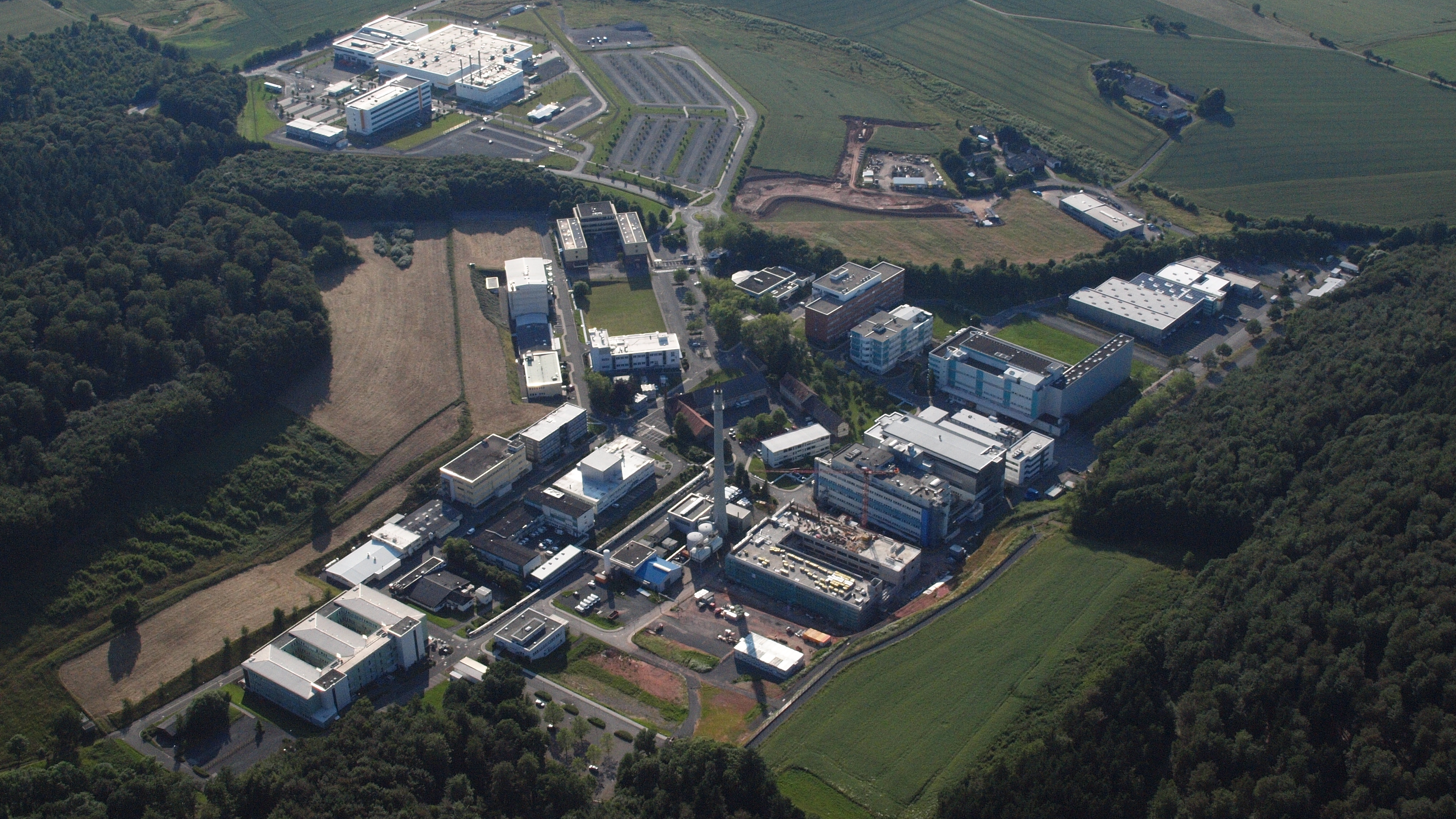
a görzhauseni Behringwerke felülnézetből

## Külső hivatkozások
- A Wikimédia Commons tartalmaz Michelbach témájú kategóriát.
- Stadtteil Michelbach. marburg.de. (németül) Universitätstadt Marburg (Hozzáférés: 2022. július 14.) (HTML)
- Marburg Michelbach: =Ortsgeschichte, Infos. michelbach.de. (németül) magánkiadás (Hozzáférés: 2022. július 14.) (HTML)
- Historisches Ortslexikon für Hessen.: Michelbach, Landkreis Marburg-Biedenkopf. lagis-hessen.de (németül) (Hozzáférés: 2022. július 14.) (HTML) In: Landesgeschichtliches Informationssystem Hessen (LAGIS).